# Jersei

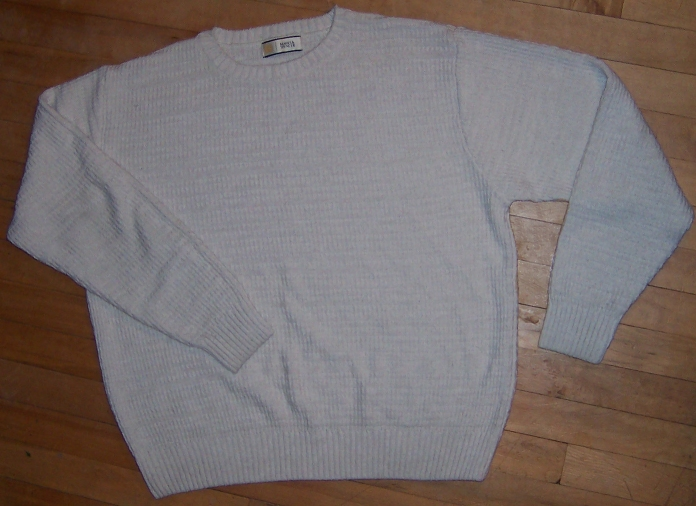
Jersei de coll rodó

El jersei o pul·lòver és una peça d'abrigar, feta de gènere de punt, que cobreix del coll fins a la cintura o poc més avall, i que es pot dur com a peça exterior o bé amb abric per sobre. L'extrem inferior del jersei, coincident amb la cintura, acostuma d'ésser elàstic.

## Etimologia i denominacions
El nom prové de Jersey, corrupció anglesa del topònim Jèrri amb què es coneix internacionalment aquesta illa francòfona, productora de llana de gran qualitat tradicionalment usada per a teixir aquestes peces; en anglès, però, jersey no és la denominació més freqüent d'aquesta peça.
En anglès britànic el jersei es coneix majoritàriament com a pullover (literalment, 'passar-per-sobre'), si és tancat i es passa pel cap, i com a cardigan, si és obert. Als EUA el nom genèric de totes les tipologies de jersei és sweater (literalment, 'suador' o 'dessuador').
Val la pena fer constar que en multitud de llengües, el català inclòs, els noms dels jerseis, quan no són merament descriptius, denoten l'origen anglès de la peça: mots com jersey, sweater, pullover, cardigan, polo, etc., compareixen en moltes llengües, en forma original o adaptada, per a designar el jersei o algun dels seus tipus, amb matisos que sovint no coincideixen de llengua en llengua, ni amb el valor original del mot en anglès. Així, el terme genèric de 'jersei' es designa en espanyol jersey (a Espanya) o suéter (a Hispanoamèrica); en francès pull-over; en portuguès pulôver o (sobretot al Brasil) suéter; en alemany Pullover; i en rus свитер (svíter); l'italià, però, hi empra maglione, derivació genuïna. La casuística es complica, encara, en baixar a tipus específics de jersei.

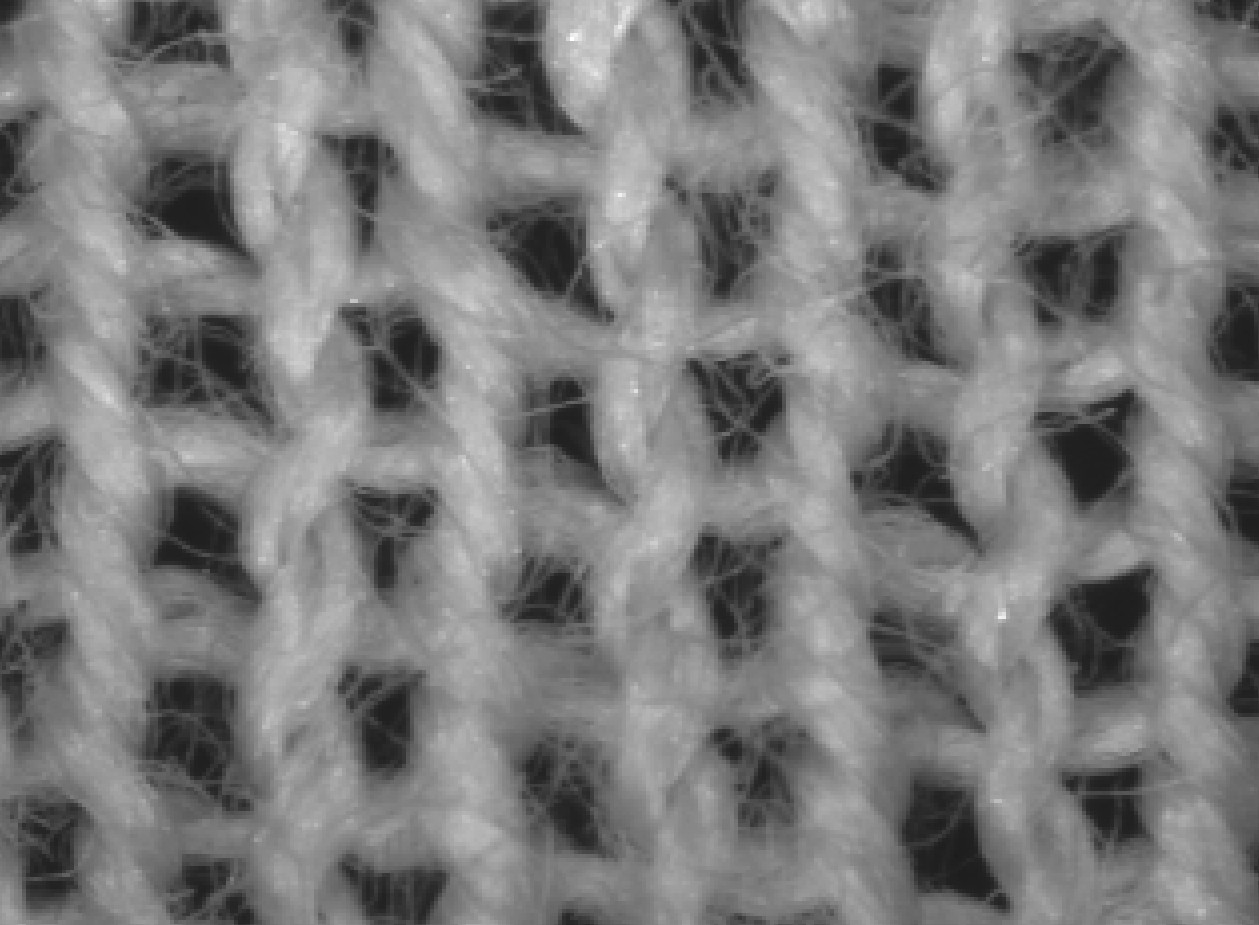
Detall de la part frontal d'un jersei

## Tipologia
Els jerseis poden ser gruixuts o prims; tancats (que es posen passant-los pel cap) o oberts (que tanquen generalment amb botons o cremallera); amb mànigues o sense; i poden presentar diversos tipus de coll, essent-hi els més habituals el coll rodó, el coll en punta, el coll polo i el coll alt. Amb aquests criteris, i altres d'estètics i funcionals, es distingeix una tipologia de jerseis força prolixa; citem alguns dels tipus més clàssics i habituals.
a) jerseis tancats (i amb mànigues)
- jersei de coll rodó, usualment tancat; quan és gruixut i de llana s'anomena suèter;
- pul·lòver, tancat i amb coll en punta, conegut col·loquialment com a pullover;
- jersei de coll alt, sempre tancat; la versió lleugera i sense elàstic s'anomena niqui;
- polo, tancat, de màniga curta i amb coll polo (versió caiguda del coll camiser).

b) jerseis oberts (i amb mànigues)
- càrdigan, obert i amb coll en punta;
- rebeca, oberta i amb coll rodó.

c) jerseis sense mànigues
- armilla de punt, jersei obert o tancat, amb coll en punta i sense mànigues.

## Equivalències anglès-català
Com a orientació general, indiquem tot seguit la terminologia bàsica del jersei en anglès, amb les equivalències en català, per tal d'evitar confusions. S'hi poden observar els canvis semàntics produïts en el procés de transvasament.
- ang. (RU) jersey (ús minoritari --però majoritari en contextos militars i policials--) -- cat. jersei (ús unànime)
- ang. (EUA) sweater (ús majoritari) -- cat. jersei (ús unànime)[5]
- ang (RU) round neck pullover -- cat. jersei de coll rodó
- ang. (EUA) crew neck sweater -- cat. jersei de coll rodó
- ang. thick wool sweater -- cat. suèter
- ang. pullover -- cat. jersei tancat[6]
- ang. V-neck pullover (V-neck sweater als EUA) -- cat. pul·lòver
- ang. polo-neck pullover (polo-neck sweater als EUA) -- cat. jersei de coll alt[7]
- ang. polo shirt -- cat. polo
- ang. cardigan -- cat. càrdigan; cat. rebeca
- ang. (RU) jumper -- cat. jersei
- ang. (RU) sleeveless pullover, slipover, tank top -- cat. armilla de punt
- ang. (EUA) sweater vest -- cat. armilla de punt

## Història
Provinent d'Anglaterra, el jersei entrà en la moda general entorn de 1890, quan la burgesia l'adoptà com a peça superior idònia per a practicar certs esports de moda, com el golf, el tennis i el ciclisme, generalment en combinació amb calçons bombatxos (knickerbockers). D'ací passaria a l'ús generalitzat com a peça d'abrigar, amb transmissió a les classes populars. Al principi d'ús masculí, les dones començaren a dur-ne durant el període d'entreguerres.
L'exèrcit britànic introduí el jersei en el món uniformològic, en què s'ha generalitzat com a peça d'abrigar per a dur sota la guerrera, jaqueta de campanya, etc. De fet, ja a inicis del segle XX hi hagué guerreres dissenyades ben amples amb la previsió que a l'hivern es poguessin dur amb jersei a sota; és el cas, per exemple, de la guerrera italiana model 1909. En principi, els jerseis militars són peces d'uniforme, de tall, composició i color estrictament reglamentats; però també se n'han dut de civils, en cas necessari. Actualment, el jersei militar més habitual és l'anomenat col·loquialment woolly pully, gruixut, de coll rodó, en verd oliva i amb reforços a les espatlles i als colzes. Fou creat per l'exèrcit britànic entorn de 1950; llavors encara era de coll apuntat i de color caqui; pels volts de 1960 ja havia adoptat les característiques actuals. Ha estat imitat per multitud d'exèrcits.
El jersei de la marineria és típicament de coll alt.